# Khlong San
Khlong San (thailändisch คลองสาน) ist eine der 50 Khet (Bezirke) in Bangkok, der Hauptstadt von Thailand. Khlong San liegt in der südlichen Innenstadt am Westufer des Mae Nam Chao Phraya (Chao-Phraya-Fluss) gegenüber Bangkoks „Chinatown“.

## Geographie
Khlong San wird im Norden, im Osten und im Süden begrenzt vom Mae Nam Chao Phraya, im Westen vom Khlong Bang Saikai, von der Somdet Phrachao Taksin Road und von der Prachathipok Road.
Die benachbarten Bezirke sind im Uhrzeigersinn von Norden aus: Phra Nakhon, Samphanthawong, Bang Rak, Sathon, und Bang Kho Laem, die alle auf der gegenüberliegenden Seite des Flusses liegen, sowie Thonburi.

## Geschichte

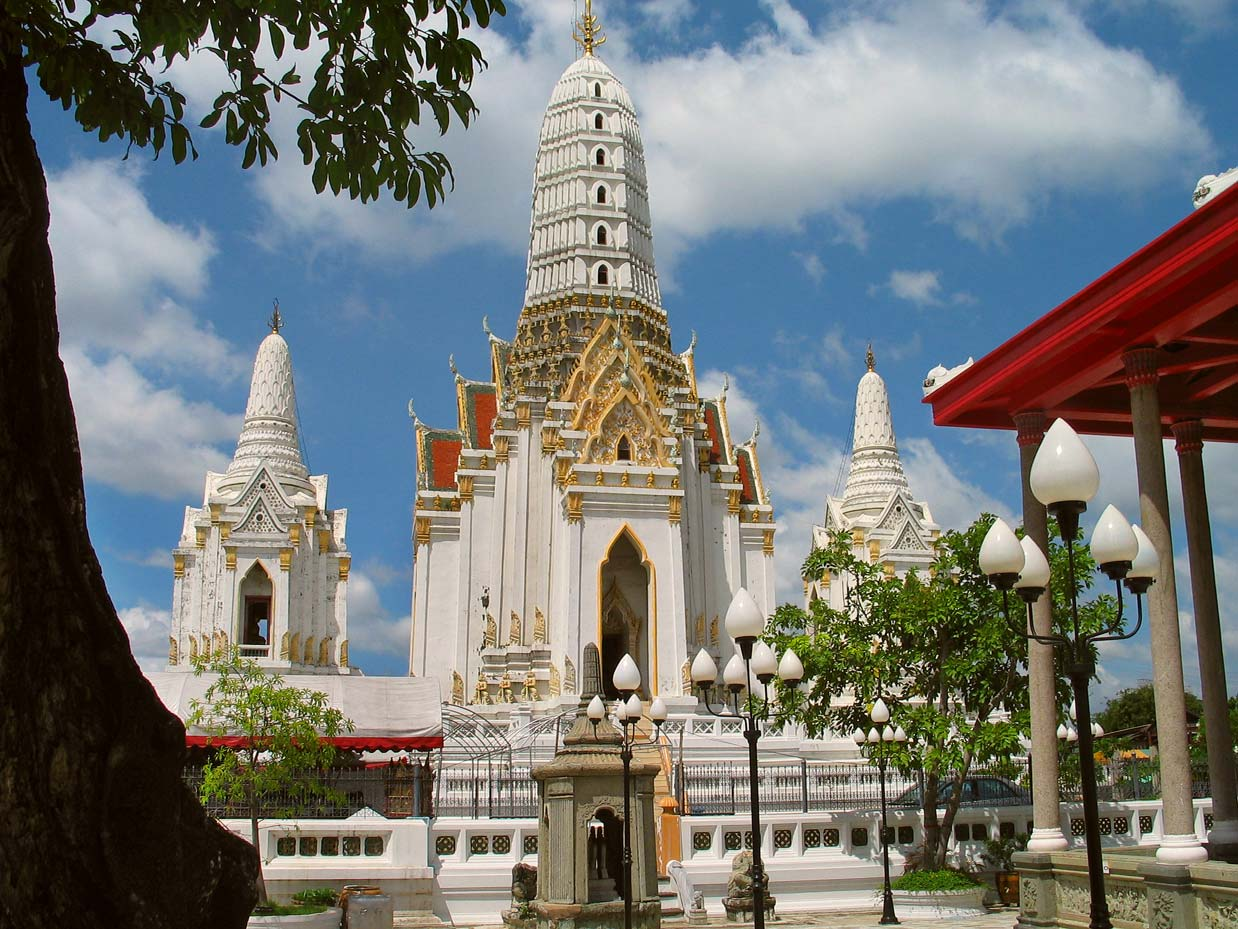
Phra Prang im Wat Phichaiyat

Der Name des Bezirks Khlong San wechselte im Laufe der Geschichte: hieß er zunächst Amphoe Bang Lamphu Lang (บางลำภูล่าง), so wurde er später in Amphoe Buppharam (บุปผาราม) umbenannt und erhielt erst 1916 seinen heutigen Namen, als er Teil der Provinz (Changwat) Thonburi wurde.
1938 wurde er zu einem „Zweigkreis“ (King Amphoe) gemacht, doch wurde er 1957 aufgrund der Bevölkerungsentwicklung wieder zu einem Amphoe geändert. Nachdem die Provinzen Thonburi und Phra Nakhon in Bangkok aufgingen, wurde auch Khlong San Teil der Hauptstadt.
Seit den 1990er-Jahren ist die Bevölkerungszahl von Khlong San deutlich rückläufig: Von 147.407 Einwohnern im Jahr 1989 halbierte sie sich auf 73.871 im Jahr 2016.

## Sehenswürdigkeiten

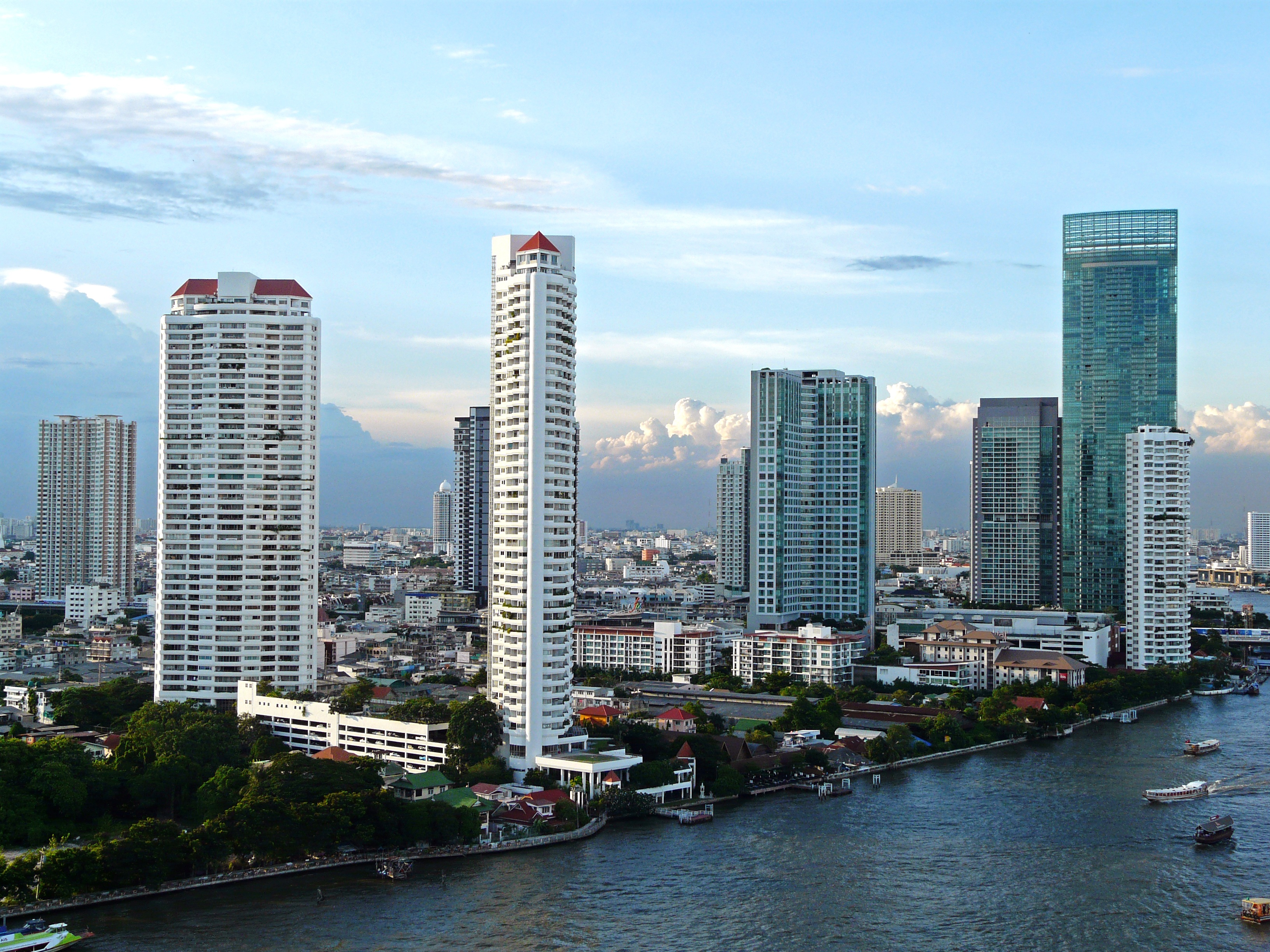
Appartementhochhäuser am Ufer des Chao Phraya. Das höchste Gebäude (rechts im Bild) ist der River South Tower

- Taksin-Denkmal und Wong Wien Yai (วงเวียนใหญ) (siehe auch: Thonburi)
- Wat Anongkharam (วัดอนงคาราม) – idyllische Ansammlung von Kutis in Rattanakosin-Holzbauweise
- Wat Phichaiyat (วัดพิชยญาติการามวรวิหาร) – Ubosot in chinesischer Bauweise, ungewöhnliche Ansammlung von Phra Prang mit vier Buddha-Statuen und Fußabdruck des Buddha (Phra Phutthabat)
- Wat Thong Thammachat (วัดทองธรรมชาต) – sehenswerte Wandmalereien aus der Rattanakosin-Periode im Ubosot, Sammlung von schönen Buddha-Statuen im „Wihan Yai“ (Große Versammlungshalle)
- Wat Thong Nopphakhun (วัดทองนพคุณ) – ungewöhnliche Tür- und Fensterrahmen im Ubosot, welcher sehenswerte Wandmalereien aus der Rattanakosin-Periode enthält
- Somdet Phra Srinagarindra Memorial Park (Princess Mother Memorial Park, อุทยานสมเด็จพระศรีนครินทร) – kleiner Park zum Gedächtnis an Srinagarindra, der Mutter des Königs Bhumibol Adulyadej (Rama IX.), liegt nahe dem Wat Anongkharam an der Soi 3 Somdet Chao Phraya Road.
- The River South Tower – mit 258 m zweithöchstes Hochhaus Thailands

## Verwaltung
Der Bezirk ist in vier Unterbezirke (Khwaeng) gegliedert:
| Nr. | Name Khwaeng       | Thai          | Einw.  |
| --- | ------------------ | ------------- | ------ |
| 1.  | Somdet Chao Phraya | สมเด็จเจ้าพระยา | 14.808 |
| 2.  | Khlong San         | คลองสาน       | 15.375 |
| 3.  | Bang Lamphu Lang   | บางลำพูล่าง     | 26.242 |
| 4.  | Khlong Ton Sai     | คลองต้นไทร     | 19.340 |